# Johann Paul Kremer
Prof. Dr.med. Dr.phil. Johann Paul Kremer (26. prosince 1883 Stellberg – 8. ledna 1965) – nacistický válečný zločinec, profesor anatomie, lékař SS v koncentračním táboře Auschwitz-Birkenau.
Po maturitě v roce 1909 začal studovat na berlínské univerzitě medicínu, biologii a filozofii. Doktorát z filozofie získal v roce 1914, doktorát z medicíny v roce 1919. Začal pracovat v různých anatomických laboratořích a institucích. Docentem se stal v roce 1929 na univerzitě v Münsteru. Profesorem se stal roku 1936 tamtéž.
Do NSDAP vstoupil 30. června 1932 (člen č. 1265405), do SS v roce 1934 (č. 262703).
Během války se díky svému vysokému věku vyhnul nasazení na frontu. Od 30. srpna 1942 nastoupil jako lékař SS do koncentračního tábora Auschwitz-Birkenau. Působil zde do 18. listopadu 1942. Zabýval se zde především sledováním změn na orgánech vězňů, kteří zemřeli hladem, především hnědou atrofií jater. Studoval nemocné v různých stádiích choroby. Vězně nechával zabít injekcí fenolu, aby mohl zkoumat jejich vnitřnosti. Účastnil se také selekcí vězňů do plynových komor a hromadných poprav.
Kremer si během války vedl deník, který byl později nalezen. Je jediným dochovaným deníkem příslušníka SS z Auschwitz-Birkenau z období války.
V prvním osvětimském procesu byl v roce 1947 odsouzen k trestu smrti. Tento trest byl později změněn na doživotí a v roce 1958 byl Kremer propuštěn z vězení. V roce 1960 byl proti němu zahájen další proces v Münsteru, kde byl odsouzen na 10 let vězení a ztrátu profesury a doktorátu. Soud však započítal i léta již strávená ve vězení a Kremera omilostnil. Kremer později svědčil u druhého osvětimského procesu.